# Svanhagen

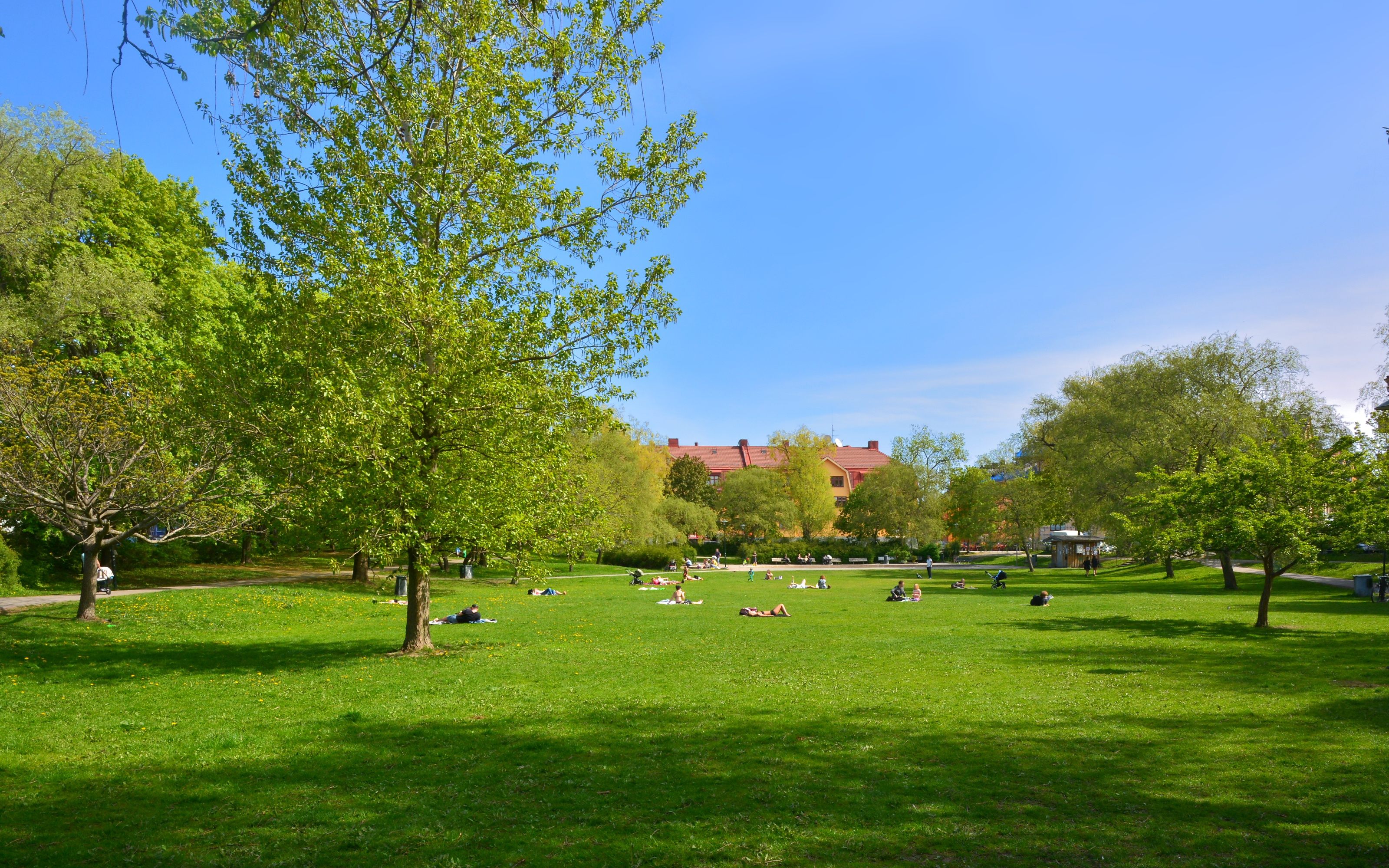
Öppna och soliga gräsytor...

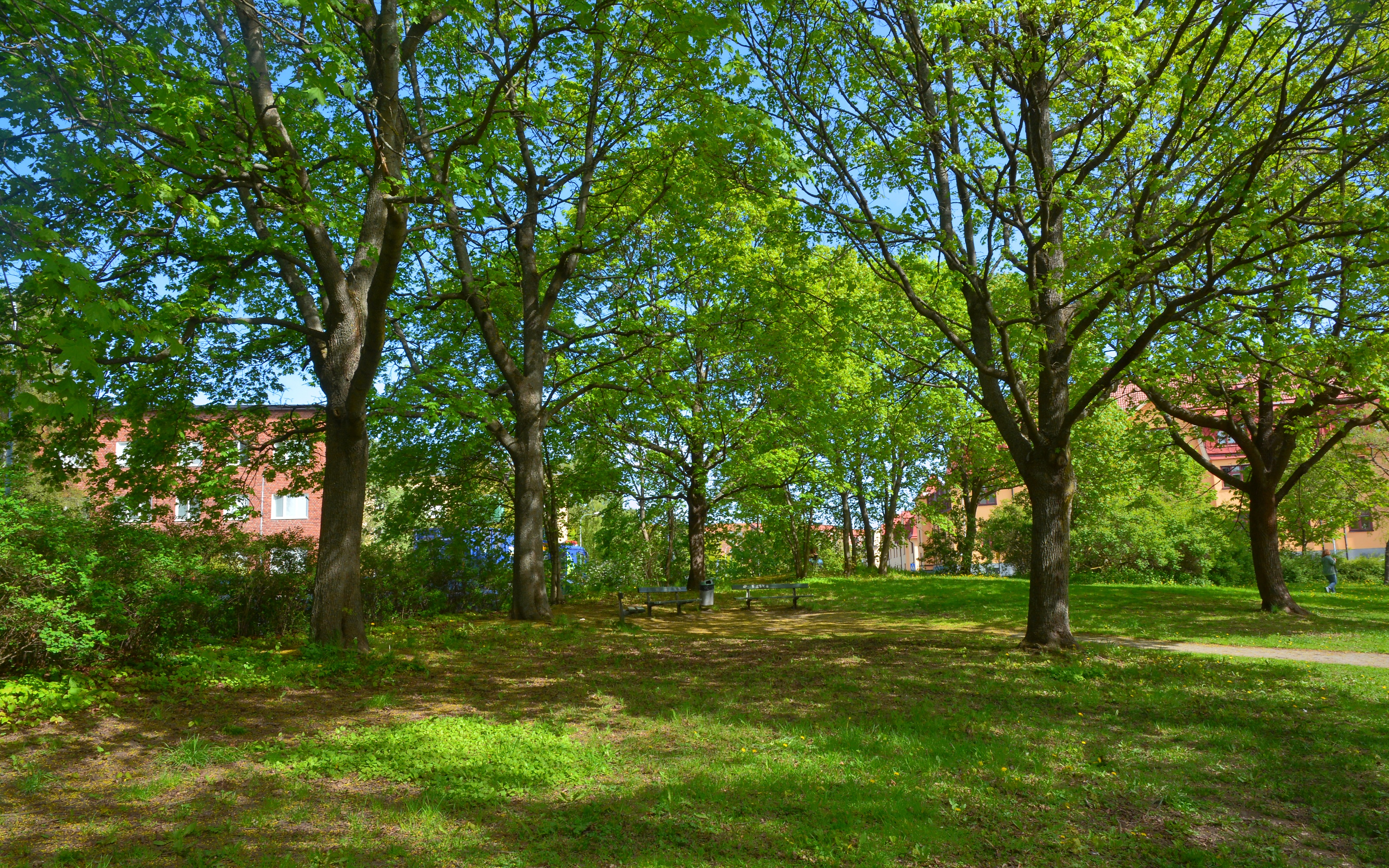
...och skuggiga lövsalar.

Svanhagen, i folkmun ofta kallad Svandammsparken (även Svanis bland ungdomar), är en park i stadsdelen Midsommarkransen i Söderort i Stockholms kommun. Parken är inramad av Oktobergatan, Vattenledningsvägen och Tellusborgsvägen. I parkens norra ände finns en plaskdamm.
Plaskdammen är fylld med vatten sommartid. På vår och höst används den ofta som innebandyrink, samt till att cykla i. 
I övrigt så består parken av en stor gräsplätt, där olika sporter kan utövas sommartid. I parkens södra ände finns en kiosk, "Svandammens Grill & Kiosk". Parken är även fylld av parkbänkar. 
Varje år arrangeras i parken en musikfestival. En del kända artister har uppträtt här, som till exempel Dogge Doggelito. Vanligtvis brukar mycket folk hitta hit då och parken brukar vara fylld med folk. 
I Midsommarkransen fanns under 1900-talets början tegelbruket Hägerstens tegelbruk vilket bland annat givit en av de större gatorna i området dess namn. Tegelbruket lades ner på grund av dålig lönsamhet och det område som fram till dess hade varit brukets lertäkt blev sedermera Svanhagen.
I närheten av parken ligger torget Svandammsplan.